# Бирюзовая бородатка
Бирюзовая бородатка (лат. Pogonophryne tronio) — морская антарктическая донная глубоководная рыба семейства бородатковых (Artedidraconidae) из подотряда нототениевидных (Nototnenioidei) отряда окунеобразных (Perciformes). Этот вид пуголовковидной бородатки впервые был найден в 2010 году во время промысла антарктического клыкача (Dissostichus mawsoni) в море Росса (Антарктика) на ярусоловном судне «Tronio». Описан как новый для науки вид в 2013 году двумя украинскими и американским ихтиологами Г. А. Шандиковым (Gennadiy A. Shandikov), Р. Р. Икиным (англ. Richard R. Eakin) и С. Усачёвым (Sergey Usachev). Научное (латинское) название виду дано в честь испанского рыболовного судна «Tronio», на котором были добыты первые экземпляры этого вида. Русское и английское названия вида «бирюзовая бородатка» (англ. «Turquoise plunderfish») характеризуют особенности прижизненной окраски рыбы, имеющей яркие бирюзовые пятна и полосы на плавниках.
P. tronio — среднего размера глубоководная типично донная рыба общей длиной до 33 см. Является эндемиком батиальных вод высокоширотной зоны Южного океана. В настоящее время этот вид известен только по четырём экземплярам, пойманным в 2010 и 2007 годах в глубоководной части моря Росса на глубинах 726—1568 м. Возможно, имеет циркумполярно-антарктическое распространение вокруг всего континента Антарктида. Кроме P. tronio, род пуголовковидных бородаток (Pogonophryne) включает как минимум ещё 22 эндемичных для высокоширотной Антарктики видов.

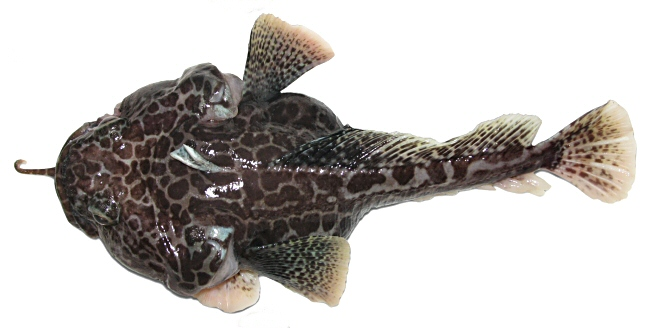
Бирюзовая бородатка P. tronio, самец, голотип, вид сверху

Согласно схеме зоогеографического районирования по донным рыбам Антарктики, предложенной А. П. Андрияшевым и А. В. Нееловым, указанный выше район находится в границах гляциальной подобласти восточноантарктической, или континентальной провинции Антарктической области.
Как и у других антарктических бородаток, у P. tronio имеется подбородочный усик, уникальная видоспецифичность строения которого является одной из важнейших характеристик в систематике семейства в целом и особенно в роде Pogonophryne. Кроме того, как и всем прочим антарктическим бородаткам, этому виду свойственна очень крупная голова и отсутствие чешуи на теле (кроме боковых линий), а также жаберные крышки с крупным уплощенным шипом, загнутым вверх и вперед. У P. tronio, как и у других представителей рода, передняя часть тела несколько сжата дорсовентрально, а при взгляде сверху и снизу тело имеет характерную пуголовковидную форму, сходную с головастиком земноводных (амфибий).
Бирюзовая бородатка может изредка встречаться в качестве прилова при промысле антарктического клыкача донным ярусом в море Росса и, возможно, других окраинных морях Антарктики.

## Характеристика бирюзовой бородатки

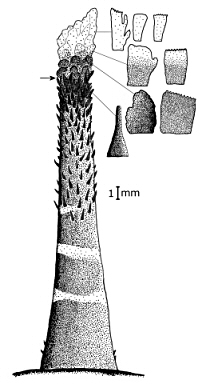
Подбородочный усик P. tronio, голотип

Относится к группе видов «P. mentella». От прочих видов группы отличается следующим комплексом признаков. Подбородочный усик короткий (10—12 % стандартной длины рыбы), при отгибании его назад поверх рыла (при закрытом рте) слегка заходит за передний край орбиты. Усик имеет коричневую или коричнево-пятнистую окраску дорсальной стороны стебля и беловатое терминальное расширение. Терминальное расширение короткое, составляет менее трети длины усика (18—29 % длины усика), практически не выраженное в толщину, сужающееся к кончику. Дистальная часть стебля усика покрыта черноватыми мелкими пальцеобразными, сужающимися к концам отростками. Терминальное расширение образовано одиночными листовидными отростками и продольными складками, несущими на гребне пильчатые листовидные отростки. Нижняя челюсть слабо выдается вперед: при закрытом рте на её вершине зубы не видны. Спинной плавник очень низкий (около 18 % стандартной длины у самцов); передняя лопасть плавника у самцов отсутствует; все лучи плавника прямые (не извилистые), с точкой первичного ветвления, расположенной примерно на уровне верхней трети-четверти их длины. Общая окраска плавника зеленоватая, пестрая, с нечеткими темными косыми полосами. Грудные плавники зеленоватые, с чередующимися темными и бирюзовыми вертикальными полосами, светлеющие к краям. Хвостовой плавник зеленоватый, с темными вертикальными полосами. Верх головы и передняя часть спины перед первым спинным плавником покрыты округлыми и неправильными темно-коричневыми пятнами; нижняя поверхность головы, грудь и живот без четко выраженных пятен. Нижнечелюстная дыхательная перепонка темная в передней части, светлеющая кзади.
В первом спинном плавнике 2 коротких мягких колючих луча; во втором спинном плавнике 27—28 лучей; в анальном плавнике 17—18 лучей; в грудном плавнике 19—20 лучей; в дорсальной (верхней) боковой линии 25—27 пор (трубчатых костных члеников, или чешуй), в медиальной (срединной) боковой линии 12—16 пор; в нижней части первой жаберной дуги тычинки расположены в 2 ряда, общее число тычинок на нижней и верхней частях дуги — 17—21, из них (1—2)+0+(8—10)=9—12 тычинок во внешнем ряду и (0—1)+(0—1)+(7—8)=7—9 во внутреннем ряду; тычинки внутреннего ряда нижней части дуги покрыты мелкими костными зубчиками.

## Распространение и батиметрическое распределение
Известный ареал вида приходится на глубоководную часть моря Росса. Известен по четырём поимкам (11, 12 и 20 января 2010 г. и 20 января 2007 г.) на глубинах 1015, 900, 1225 и 726—1568 м.

## Размеры
Относится к крупным видам рода Pogonophryne — самки достигают 315 мм общей длины и 260 мм стандартной длины, самцы — 290 мм общей длины и 234 мм стандартной длины. Вероятно, достигает несколько больших размеров, судя по не сохранившемуся экземпляру, пойманному в 2007 году (позднее определенному по фотографиям) общей длиной около 330 мм.

## Образ жизни
Малоподвижная донная рыба — всеядный хищник, питающийся как живыми организмами, так и падалью. Все три сохранившихся экземпляра были пойманы на крючки, наживленные относительно крупными кусками (4×3×2 см) гигантского перуанского кальмара (Dosidicus gigas).
Половозрелость, вероятно, наступает при общей длине рыб более 280 мм (стандартная длина 230 мм), судя по не участвовавшему в нересте молодому самцу, пойманному 20 января 2010 года и имевшему неразвитые семенники в стадии зрелости II—III. Тогда как у крупных самца (голотип, 290 мм общей длины и 234 мм стандартной длины) и самки (паратип, 315 мм общей длины и 260 мм стандартной длины), пойманных 11 и 12 января 2010 года, гонады находились в свежей посленерествой стадии зрелости (соответственно VI—II и VI—III). Нерест, по-видимому, происходит летом (южного полушария) — в декабре-январе.

## Близкие виды группы «P. mentella»
Вместе с 12 видами образует самую большую группу рода — «P. mentella», в которую входят также: короткоусая бородатка P. brevibarbata, хмелеусая бородатка P. neyelovi, длинноусая бородатка P. mentella, лысая бородатка P. bellingshausenensis, бородатка Икина P. eakini, крупноусая бородатка P. macropogon, складчатоусая бородатка P. cerebropogon, тёмная бородатка P. fusca, оранжевоусая бородатка P. orangiensis, чешуйчатоусая бородатка P. squamibarbata, пятнистобрюхая бородатка P. ventrimaculata, копьеусая бородатка P. lanceobarbata. С тремя другими, наиболее близкими видами образует подгруппу «короткоусых бородаток»: короткоусая бородатка, хмелеусая бородатка и пятнистобрюхая бородатка.